# Frank Vaughn
Frank Vaughn (18 de febrer de 1902 - 9 de juliol de 1959) fou un futbolista estatunidenc. Va formar part de l'equip estatunidenc a la Copa del Món de 1930.